# Agylla cryptosema
Agylla cryptosema là một loài bướm đêm thuộc phân họ Arctiinae, họ Erebidae.